# Gotfrid Pfeifer
Gotfrid Pfeifer [pfájfer] (tudi Gotfrid Pfeiffer), slovenski filozof in teolog, * 5. marec 1707, Radovljica, † 17. marec 1775, Novo mesto.

## Življenje in delo
Leta 1724 je v Kamniku vstopil v frančiškanski red, ter 1732 ali 1733  prišel v Novo mesto. Od 1735 je služboval na Sveti Gori pri Gorici, leta 1745 pa je postal gvardijan v Novem mestu. Pozneje pa je bil tu v letih 1748/1753, 1757/1760 in 1766/1769 tudi frančiškanski provincial. Pisal je teološke in zgodovinske razprave ter filozofska dela. Kot filozof je bil predstavnik sholastične filozofije. Njegovo glavno delo Cursus philosophicus praelectus iuxta mentem Doctoris Subtilis studiosae iuventuti ponazarja sholastični filozofski sistem v 3 delih (dialektika z logiko, filozofija narave in metafizika). V rokopisu je ohranjen samo 2.del, ki kaže, da je bil Pfeifer vnet zagovornik filozofije Janeza D. Skota. Prav Sveta Gora pri Gorici, kjer je leta 1735/1736 nastal rokopis, je bilo eno najpomembnejših središč skotizma, ki je poudarjal, da ima volja prvenstvo nad razumom, da se duševne zmožnosti ne razlikujejo od duše stvarno, ampak samo logično, in da je predmet uma ne samo splošno, ampak tudi posamezno. 